# 腺叶帚菊
腺叶帚菊（学名：Pertya pubescens）是菊科帚菊属的植物，为中国的特有植物。分布在中国大陆的福建、江西、广东、浙江等地，生长于海拔600米至1,000米的地区，多生在溪边草地、路旁和山谷疏林中，目前尚未由人工引种栽培。